# Crispian Mills
Crispian Mills (nacido el 18 de enero de 1973 con el nombre de Crispian John David Boulting) es un cantante, guitarrista, letrista, guionista y director de cine inglés. Es el hijo de la actriz Hayley Mills y el director Roy Boulting, el nieto de John Mills y Mary Hayley Bell (Lady Mills), sobrino Juliet Mills y Jonathan Mills, y hermanastro de Jason Lawson. Está casado con la modelo Joanne Mills (Branfoot de soltera) desde 1995. Actualmente reside en Bath con su hijo, Keshava.
Crispian Mills es más conocido como ser el líder de la banda de psicodelia indie rock Kula Shaker. Después de la ruptura de la banda en 1999, permaneció con Columbia Records (perteneciente a Sony BMG), pero después de que le rechazasen el trabajo con su nuevo proyecto (que se llamaría Pi), Mills desaparece por un corto espacio de tiempo. Vuelve en 2002 como líder y guitarrista principal de la banda de rock The Jeevas, que se separa en 2005 para volver a formar Kula Shaker, que lanza su tercer álbum Strangefolk en 2007.
Su estilo vocal es una mezcla entre música de Bob Dylan, el rock de finales de los años 70 y la música india. Como guitarrista es autodidacta, utilizando muchas veces el slide. Además utiliza frecuentemente el wah-wah además de la armónica y el sarod.

## Discografía

### Discos
- K - Kula Shaker (1996)
- Peasants, Pigs & Astronauts - Kula Shaker (1999)
- 1, 2, 3, 4 - The Jeevas (2002)
- Cowboys and Indians - The Jeevas (2003)
- School Of Braja - School Of Braja (2006)
- Strangefolk - Kula Shaker (2007)
- Pilgrims Progress - Kula Shaker (2010)

### EP
- Summer Sun EP - Kula Shaker (1997)
- The Revenge of the King - Kula Shaker (2006)
- Freedom Lovin' People EP - Kula Shaker (2007)

### Colecciones
- Kollected - The Best of - Kula Shaker (2002)
- Tattva - The Very Best Of - Kula Shaker (2007)

### Singles
- "Tattva (Lucky 13 Mix)" - Kula Shaker (1996)
- "Grateful When You're Dead" - Kula Shaker (1996)
- "Tattva" - Kula Shaker (1996)
- "Hey Dude" - Kula Shaker (1996)
- "Govinda" - Kula Shaker (1996)
- "Hush" - Kula Shaker (1997)
- "Sound Of Drums" - Kula Shaker (1998)
- "Mystical Machine Gun" - Kula Shaker (1999)
- "Shower Your Love" - Kula Shaker (1999)
- "Scary Parents" - The Jeevas (2002)
- "One Louder" - The Jeevas (2002)
- "Virginia" - The Jeevas (2002)
- "Ghost (Cowboys In The Movies)" - The Jeevas (2002)
- "Once Upon A Time In America" - The Jeevas (2003)
- "The Way You Carry On" - The Jeevas (2003)
- "Have You Ever Seen The Rain?" - The Jeevas (2003)
- "Second Sight" - Kula Shaker (2007)
- "Out On The Highway" - Kula Shaker (2007)
- "Peter Pan R.I.P" - Kula Shaker (2010)
- "Healing Hands" - Crispian Mills (2010)
- "Infinite Sun" - Kula Shaker (2016)